# Nederland op de Paralympische Winterspelen 2014
Nederland was een van de landen die deelnam aan de Paralympische Winterspelen 2014 in Sotsji, Rusland.

## Medailleoverzicht
| Sport       | Paralympiër   | Onderdeel          | Medaille |
| ----------- | ------------- | ------------------ | -------- |
| Snowboarden | Bibian Mentel | Snowboardcross (v) | Goud     |

## Deelnemers en resultaten
(m) = mannen, (v) = vrouwen 

### Alpineskiën
| Paralympiër               | Onderdeel                    | Resultaat | Prestatie      |
| ------------------------- | ---------------------------- | --------- | -------------- |
| Kees-Jan van der Klooster | Afdaling, zittend (m)        | DNF       | niet gefinisht |
| Kees-Jan van der Klooster | Super G, zittend (m)         | DNF       | niet gefinisht |
| Kees-Jan van der Klooster | Supercombinatie, zittend (m) | DNF       | niet gefinisht |
| Kees-Jan van der Klooster | Reuzenslalom, zittend (m)    | DNF       | niet gefinisht |
| Bart Verbruggen           | Afdaling, staand (m)         | 14e       | 1:30.32        |
| Bart Verbruggen           | Super G, staand (m)          | DNF       | niet gefinisht |
|                           |                              |           |                |
| Anna Jochemsen            | Afdaling, staand (v)         | DNF       | niet gefinisht |
| Anna Jochemsen            | Super G, staand (v)          | 6e        | 1:35.23        |
| Anna Jochemsen            | Slalom, staand (v)           | 7e        | 2:14.91        |
| Anna Jochemsen            | Supercombinatie, staand (v)  | DNF       | niet gefinisht |
| Anna Jochemsen            | Reuzenslalom, staand (v)     | 8e        | 2:54.52        |

### Snowboarden
| Paralympiër     | Onderdeel          | Resultaat | Prestatie |
| --------------- | ------------------ | --------- | --------- |
| Merijn Koek     | Snowboardcross (m) | 14e       | 2:01.41   |
| Chris Vos       | Snowboardcross (m) | 13e       | 2:00.72   |
|                 |                    |           |           |
| Lisa Bunschoten | Snowboardcross (v) | 7e        | 2:55.84   |
| Bibian Mentel   | Snowboardcross (v) | Goud      | 1:57.43   |